# Le Pavillon d'or (film)
Pour plus de détails, voir Fiche technique et Distribution.
Le Pavillon d'or (炎上, Enjō) est un film japonais réalisé par Kon Ichikawa et sorti en 1958. C'est l'adaptation du roman Le Pavillon d'or de Yukio Mishima.

## Synopsis
Début juillet 1950. Le Japon stupéfait découvre qu'un incendie criminel vient de détruire l'un des plus illustres trésors nationaux, le Pavillon d'or du temple Rokuon-ji, à Kyoto. L'Asahi, quotidien japonais, relate l'arrestation d'un coupable, un jeune bonze bègue voulant disparaître avec le Pavillon d'or.

## Fiche technique
- Titre : Le Pavillon d'or[1]
- Titre français alternatif : Le Brasier[2]
- Titre original : 炎上 (Enjō?)
- Réalisation : Kon Ichikawa
- Scénario : Kon Ichikawa, Keiji Hasebe, Natto Wada d'après le livre homonyme de Yukio Mishima
- Photographie : Kazuo Miyagawa
- Montage : Shigeo Nishida
- Musique : Toshirō Mayuzumi
- Production : Masaichi Nagata
- Société de production : Daiei
- Pays d'origine :  Japon
- Langue originale : japonais
- Genre : drame
- Format : noir et blanc — 2,35:1 — 35 mm — son mono
- Durée : 99 minutes[3] (métrage : douze bobines - 2 714 m[3])
- Date de sortie :
  - Japon : 19 août 1958[3]

## Distribution
- Raizō Ichikawa : Goichi Mizoguchi
- Tatsuya Nakadai : Tokari
- Ganjirō Nakamura : Tayama Dosen
- Yōichi Funaki : Tsurukawa
- Tamao Nakamura : femme au Gobancho
- Jun Hamamura : le père de Goichi
- Tanie Kitabayashi : Aki, la mère de Goichi
- Michiyo Aratama : maîtresse de l'art floral

## Autour du film
Pour Yukio Mishima : « Mon roman est une étude approfondie des mobiles d'un crime. Une conception superficielle et baroque de quelque chose comme la Beauté, peut suffire à provoquer l'acte criminel d'incendier un trésor national. » Mais, aussi une œuvre empreinte de poésie et rendant compte de l'inaltérable présence de la tradition bouddhique au Japon.
Donald Richie écrit de l'adaptation du roman par Kon Ichikawa que « L'emploi de l'architecture est particulièrement impressionnant - c'est d'ailleurs le thème du film. L'action se trouve contrebalancée par le détail architectural qui, scène après scène, contribue à recréer le temple lui-même ».